# Chiautla kommun, Puebla
Chiautla är en kommun i Mexiko.   Den ligger i delstaten Puebla, i den sydöstra delen av landet, 140 km söder om huvudstaden Mexico City.
Följande samhällen finns i Chiautla:
- Chiautla de Tapia
- Ciudad de Chiautla de Tapia
- Tlancualpican
- Pilcaya
- Cruz Verde
- Tepoxmatla
- Cañada Grande
- La Palma
- Centeocala
- San Miguel Chicotitlán